# Mindre klotmussla
Mindre klotmussla (Sphaerium nucleus) är en musselart som först beskrevs av S. Studer 1820.  Mindre klotmussla ingår i släktet Sphaerium, och familjen ärtmusslor. Arten är reproducerande i Sverige.